# 헨젤 환
가환대수학에서 헨젤 환(Hensel環, 영어: Henselian ring)은 잉여류체에서의 다항식의 근이 환에서의 근으로 항상 올려질 수 있는 가환환이다.

## 정의
국소 가환환 {\displaystyle (R,{\mathfrak {m}},\kappa )}이 주어졌다고 하자. (여기서 {\displaystyle {\mathfrak {m}}}은 {\displaystyle R}의 유일한 극대 아이디얼이며, {\displaystyle \kappa =R/{\mathfrak {m}}}은 그 잉여류체이다.) 그렇다면, 몫 사상 {\displaystyle R\to \kappa }으로 유도되는, 다항식환 사이의 환 준동형
{\displaystyle \phi \colon R[x]\to \kappa [x]}
이 존재한다.
임의의 일계수 다항식 {\displaystyle p\in R[x]}가 주어졌다고 하자. 그렇다면 {\displaystyle \phi (p)\in \kappa [x]} 역시 일계수 다항식이다. 체 계수의 다항식환은 유일 인수 분해 정역이므로, {\displaystyle \phi (p)}는 다음과 같이 일계수 기약 다항식들의 곱으로 (순서를 무시하면 유일하게) 표현된다.
{\displaystyle \phi (p)={\tilde {q}}_{1}{\tilde {q}}_{2}\dotsm {\tilde {q}}_{k}}
{\displaystyle {\tilde {q}}_{1},{\tilde {q}}_{2},\dotsc ,{\tilde {q}}_{k}\in \kappa [x]}
(반면, 일반적 국소 가환환 위의 다항식환은 일반적으로 유일 인수 분해 정역이 아니다.)
이제, 이 인수 분해가 {\displaystyle R[x]}에서 유래하는지, 즉
{\displaystyle \phi (q_{i})={\tilde {q}}_{i}\qquad (i\in \{1,\dotsc ,k\})}
{\displaystyle p=q_{1}q_{2}\dotsm q_{k}}
가 되는 {\displaystyle (q_{i})_{i\in \{1,\dotsc ,k\}}}가 존재하는지 여부를 생각할 수 있다.
특히, 만약 {\displaystyle {\tilde {q}}_{i}=(x-{\tilde {a}}_{i})}인지 여부를 생각할 수 있다. 이 경우, {\displaystyle q_{i}=(x-a_{i})}라면, {\displaystyle \kappa } 계수에서 존재하는 근 {\displaystyle {\tilde {a}}_{i}}가 {\displaystyle R}에서도 존재한다는 것이 된다.
국소 가환환 {\displaystyle (R,{\mathfrak {m}},\kappa )}에 대하여 다음 조건들이 서로 동치이며, 이를 만족시키는 국소 가환환을 헨젤 국소환(Hensel局所環, 영어: Henselian local ring)이라고 한다.
- 임의의 일계수 다항식 {\displaystyle p\in R[x]} 및 {\displaystyle \phi (p)({\tilde {a}})=0}이며 {\displaystyle (\mathrm {d} \phi (p)/\mathrm {d} x)({\tilde {a}})\neq 0}인 {\displaystyle {\tilde {a}}\in \kappa }에 대하여, {\displaystyle p(a)=0}이자 {\displaystyle \phi (a)={\tilde {a}}}인 {\displaystyle a\in R}가 존재한다.
- 임의의 일계수 다항식 {\displaystyle p\in R[x]} 및 {\displaystyle \phi (p)({\tilde {a}})=0}이며 {\displaystyle (\mathrm {d} \phi (p)/\mathrm {d} x)({\tilde {a}})\neq 0}인 {\displaystyle {\tilde {a}}\in \kappa }에 대하여, {\displaystyle p(a)=0}이자 {\displaystyle \phi (a)={\tilde {a}}}인 {\displaystyle a\in R}가 유일하게 존재한다.
- 임의의 일계수 다항식 {\displaystyle p\in R[x]} 및 {\displaystyle {\tilde {q}}{\tilde {r}}=\phi (p)}인 {\displaystyle {\tilde {q}},{\tilde {r}}\in \kappa [x]}에 대하여, 만약 {\displaystyle \textstyle \gcd _{\kappa [x]}\{{\tilde {q}},{\tilde {r}}\}=1}이라면, {\displaystyle \phi (q)={\tilde {q}}}, {\displaystyle \phi (r)={\tilde {r}}}, {\displaystyle p=qr}인 {\displaystyle q,r\in R[x]}가 존재한다.

### 순 헨젤 국소환
만약 헨젤 국소환 {\displaystyle (R,{\mathfrak {m}},\kappa )}의 잉여류체 {\displaystyle \kappa }가 스스로의 분해 가능 폐포라면 ({\displaystyle \kappa =\kappa ^{\operatorname {sep} }}), {\displaystyle R}를 순 헨젤 국소환(純Hensel局所環, 영어: strictly Henselian local ring)이라고 한다.

### 헨젤 환
헨젤 환은 유한 개의 헨젤 국소환들의 직접곱과 동형인 가환환이다.

## 성질
헨젤 국소환의 범주 {\displaystyle \operatorname {HensLocRing} }는 국소 가환환과 국소환 준동형의 범주 {\displaystyle \operatorname {CLocRing} }의 충만한 부분 범주를 이루며, 이는 또한 반사 부분 범주를 이룬다. 즉, 포함 함자 {\displaystyle \operatorname {HensLocRing} \hookrightarrow \operatorname {CLocRing} }의 왼쪽 수반 함자
{\displaystyle (-)^{\operatorname {h} }\colon \operatorname {CLocRing} \to \operatorname {HensLocRing} }
가 존재한다. 이를 국소 가환환의 헨젤화(Hensel化, 영어: henselization)라고 한다. 즉, 국소 가환환 {\displaystyle R}에 대하여, 다음 보편 성질을 만족시키는 헨젤 국소환 {\displaystyle (R^{\operatorname {h} },{\mathfrak {m}}^{\operatorname {h} })} 및 국소환 준동형
{\displaystyle \operatorname {h} \colon R\to R^{\operatorname {h} }}
이 항상 존재하며, 이를 {\displaystyle R}의 헨젤화라고 한다.
- 임의의 헨젤 국소환 {\displaystyle (R',{\mathfrak {m}}')} 및 국소환 준동형 {\displaystyle f\colon R\to R'}에 대하여, {\displaystyle f=g\circ \operatorname {h} }인 국소환 준동형 {\displaystyle g\colon R^{\operatorname {h} }\to R'}이 유일하게 존재한다.

반면, 순 헨젤 국소환의 범주는 반사 부분 범주를 이루지 않는다. 임의의 국소 가환환의 순 헨젤화(영어: strict henselization)를 정의할 수 있으며 이는 동형 아래 유일하지만, 이는 자기 동형을 가져 보편 성질을 만족시키지 않는다.

## 예
다음과 같은 환들은 헨젤 환이다.
- 임의의 체
- 임의의 완비 국소환
  - {\displaystyle p}진 정수환 {\displaystyle \mathbb {Z} _{p}}
  - 체 {\displaystyle K}에 대하여, 형식적 멱급수환 {\displaystyle K[[x]]}
- 실수체나 복소수체 위의, 수렴하는 거듭제곱 급수들의 환

### p진 정수환의 헨젤 보조 정리
임의의 소수 {\displaystyle p}에 대하여, p진 정수환 {\displaystyle \mathbb {Z} _{p}}은 국소 가환환이며, 그 극대 아이디얼은 {\displaystyle (p)}이며, 잉여류체는 유한체 {\displaystyle \mathbb {F} _{p}}이다. 이 경우, 헨젤 보조 정리에 따르면, 임의의 일계수 다항식이 {\displaystyle \mathbb {F} _{p}} 계수의 근의 근을 가지며, 이 근에서 기울기가 0이 아니라면, 이 근은 {\displaystyle \mathbb {Z} _{p}} 계수의 근으로 올려질 수 있다. 사실
{\displaystyle \mathbb {Z} _{p}=\varprojlim _{n\to \infty }\mathbb {F} _{p^{n}}}
이므로, 이는 임의의 {\displaystyle n\in \mathbb {Z} ^{+}}에 대하여 {\displaystyle \mathbb {F} _{p^{n}}} 계수의 근을 갖는다는 것과 동치이다.
이는 합동 산술의 용어로 다음과 같이 쓸 수 있다. 임의의 정수 계수 다항식 {\displaystyle q\in \mathbb {Z} [x]}이 주어졌으며, 어떤 임의의 정수 {\displaystyle {\tilde {a}}\in \mathbb {Z} }에 대하여
{\displaystyle q({\tilde {a}})\equiv 0{\pmod {p}}}
{\displaystyle {\frac {\mathrm {d} q}{\mathrm {d} x}}({\tilde {a}})\not \equiv 0{\pmod {p}}}
라고 하자. 그렇다면, 임의의 {\displaystyle n\in \mathbb {Z} ^{+}}에 대하여,
{\displaystyle q(a_{n})\equiv 0{\pmod {p^{k}}}}
인 {\displaystyle a_{n}\in \mathbb {Z} }이 존재한다.
{\displaystyle p}진 정수의 경우, 헨젤 보조 정리는 사실 일종의 뉴턴 방법에 해당한다. 구체적으로, 만약
{\displaystyle q(a_{k})\equiv 0{\pmod {p^{k}}}}
{\displaystyle (\mathrm {d} q/\mathrm {d} x)(a_{k})\not \equiv 0{\pmod {p^{k}}}}
인 {\displaystyle a_{k}\in \mathbb {Z} }가 주어졌다고 하자. 그렇다면
{\displaystyle a_{k+1}=a_{k}-{\frac {q(a_{k})}{(\mathrm {d} q/\mathrm {d} x)(a_{k})}}}
로 놓자. 이는 일반적으로 정수가 아니지만, 가정에 의하여 {\displaystyle ((\mathrm {d} q/\mathrm {d} x)(a_{k}))^{-1}}는 {\displaystyle p}진 정수이며, 따라서 {\displaystyle a_{k+1}}은 {\displaystyle p}진 정수로서 존재한다. 그렇다면 매클로린 급수에 따라서
{\displaystyle q(a_{k})\equiv a_{k}+{\frac {\mathrm {d} q}{\mathrm {d} x}}(a_{k}){\pmod {p^{k+1}}}}
이 된다. 이 과정을 반복하면 어떤 유일한 {\displaystyle p}진 정수 {\displaystyle a_{\infty }}로 수렴하는 수열 {\displaystyle a_{1},a_{2},\dotsc }을 얻는다.

## 응용
대수기하학에서, 국소환이 자리스키 위상에서의 줄기환인 것처럼, 니스네비치 위상에서의 "국소환"은 헨젤 국소환이며, 에탈 위상에서의 "국소환"은 순 헨젤 국소환이다.

## 역사
쿠르트 헨젤이 20세기 초에 (현대적인 용어로는) {\displaystyle p}진 정수환 {\displaystyle \mathbb {Z} _{p}}가 헨젤 국소환임을 증명하였다. 1951년에 아즈마야 고로가 이를 추상화하여 헨젤 환의 개념을 도입하였다.
나가타 마사요시가 1953년에 헨젤화의 존재를 증명하였다.